# 胡达拜尔地·阿西尔白克
胡达拜尔地·阿西尔白克（1970年—）维吾尔族，新疆维吾尔自治区伊宁县人，东突厥斯坦解放组织骨干。

## 生平
胡达拜尔地·阿西尔白克生于1970年。后来加入东突厥斯坦解放组织并成为该组织骨干。曾经在中华人民共和国境内策划或制造了数起暴力恐怖事件。